# Bokor Hill Station

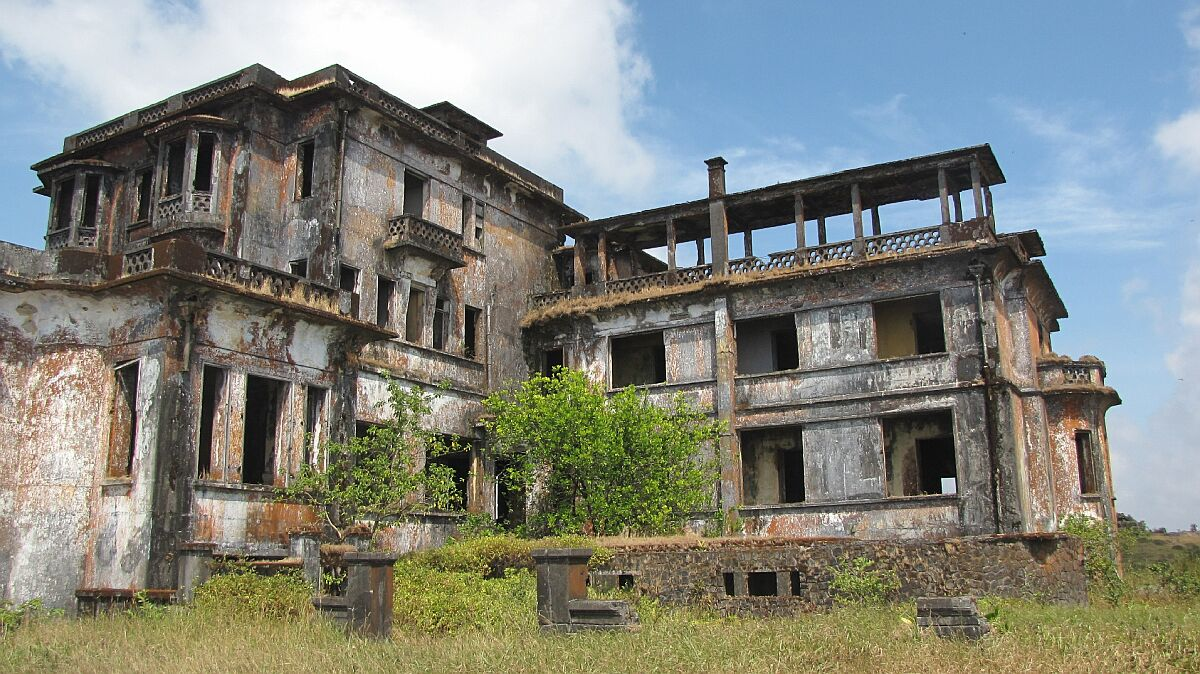
Grand Palace (2009)

Bokor Hill Station kísértetváros a Phnom Bokor hegyen Kambodzsában. 1081 méter magasan helyezkedik el a Preah Monivong Nemzeti Parkban, csodálatos kilátással a környékre. Az újjáépítése folyamatban van. Bizonyos filmek, így pl. A Szellemek városa (2002) forgatási helyszíneként szolgált.

## Története
Bokor Hill Station városát 1921 és 1924 között a francia gyarmati uralom alatt hozták létre. A kilenc hónap alatt felhúzott város építése során kilencszáz építőmunkás vesztette életét. A település ezt követően elsősorban francia tisztek és családjuk pihenését, kikapcsolódását szolgálta. A helyiség központját a hatalmas Bokor Palace Hotel & Casino alkotta, amelyet üzletek, egy mára lerombolt postahivatal, templom és egy kis mesterséges tározó egészített ki.
A várost először az 1940-es végén adták fel a franciák az első Indokínai háború során, majd 1972-ben a Vörös Khmerek kezére került, akik egészen a kilencvenes évekig utolsó mentsváruknak tekintették.
2008-2012 között a Bokor Palace Hotel-t felújították, ma luxusszállodaként üzemel.

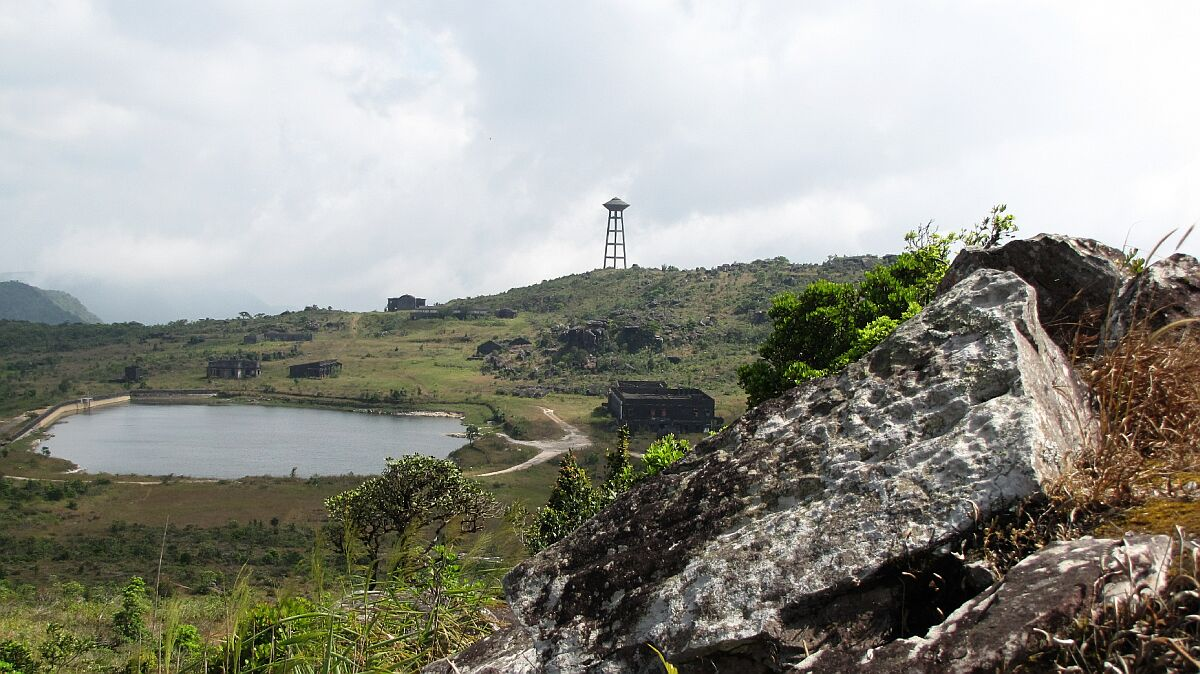
Látkép
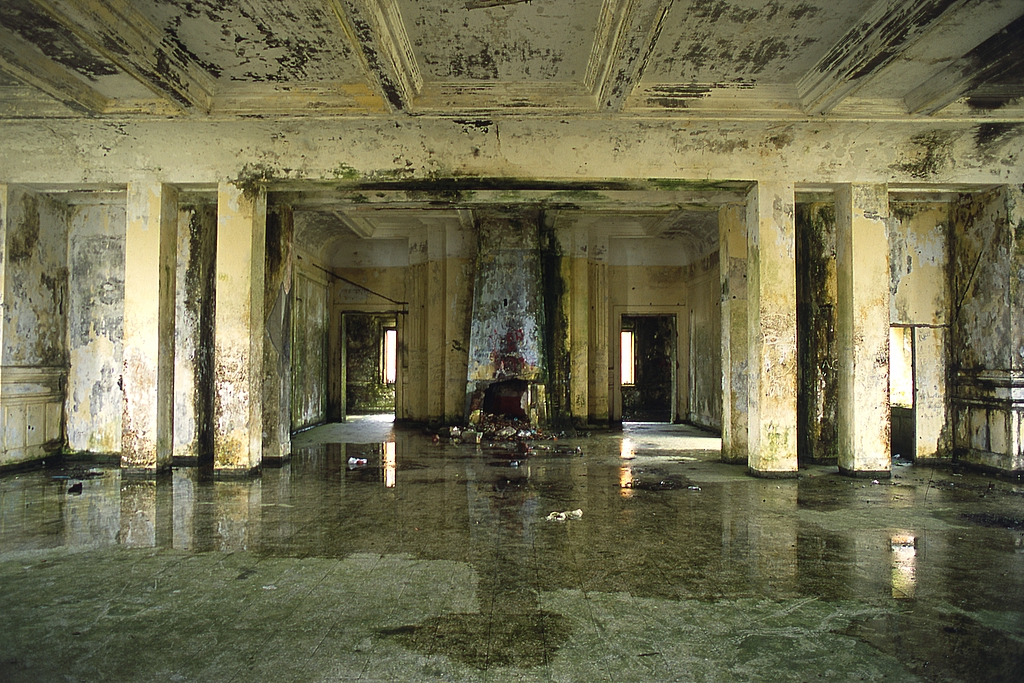
A Grand Palace kaszinóterme
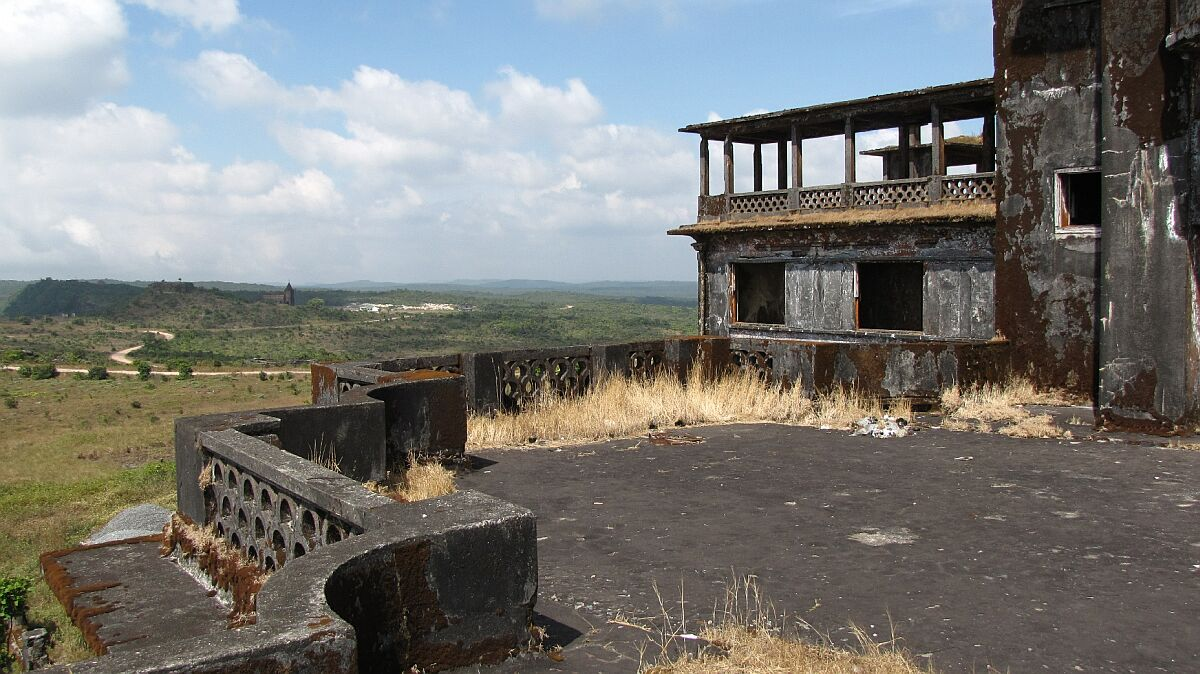
Kilátás a Grand Palace teraszáról
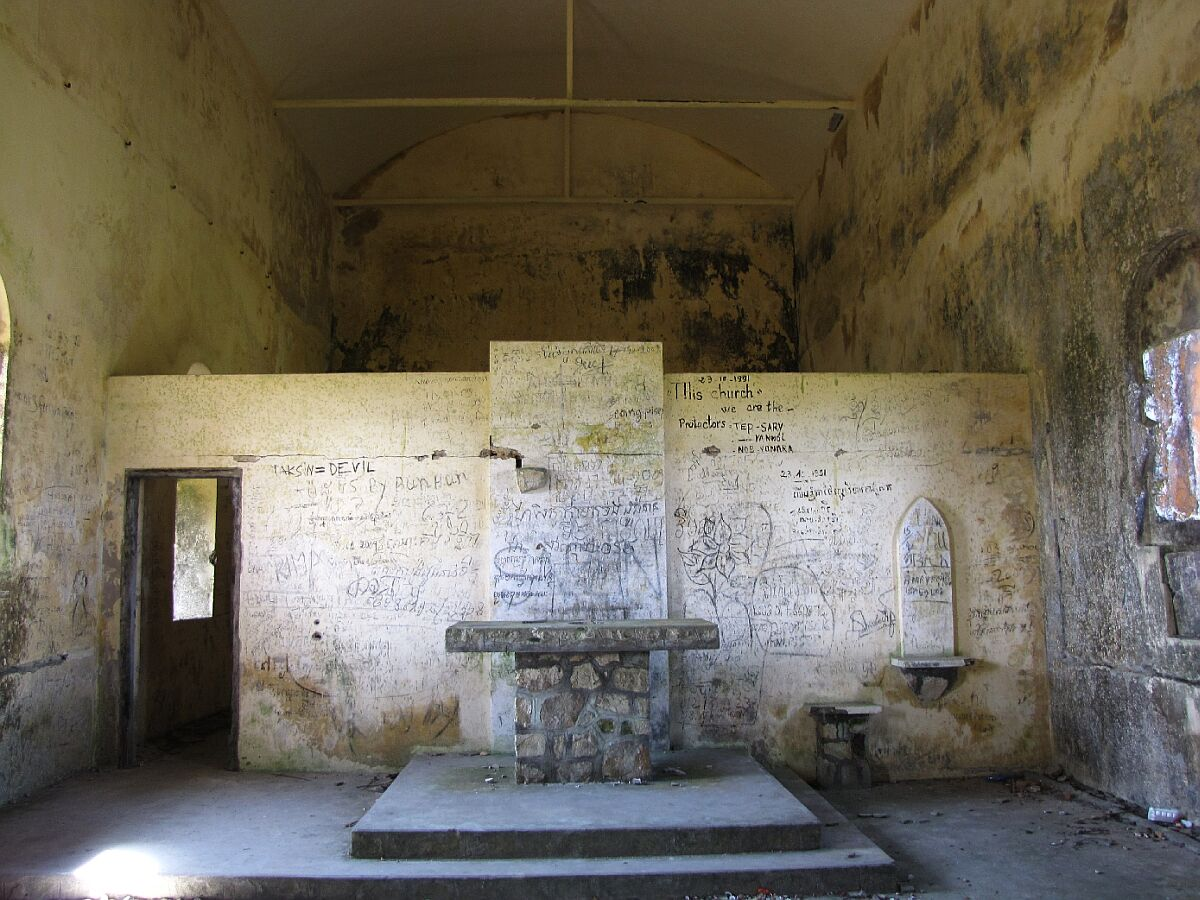
Az elhagyatott templom oltárhelyisége